# Список умерших в 1947 году
В этой статье представлен список известных людей, умерших в 1947 году.
- См. также: Категория:Умершие в 1947 году

## Январь
- 2 января:
  - Пётр Герцен (75) — советский хирург, доктор медицины (Швейцария, 1897; Российская империя, 1909), профессор (1917);
  - Михаил Козык (67) — украинский и советский живописец, педагог, профессор.
- 4 января — Пётр Петровичев (72) — русский, советский художник-пейзажист.
- 6 января — Константин Думба (90) — австро-венгерский дипломат, граф.
- 8 января — Василий Чочиев (29) — Герой Советского Союза (1 ноября 1943), майор (1944), военный лётчик; погиб.
- 10 января — Ганс Закс (66) — австрийский психоаналитик, юрист; сотрудник Зигмунда Фрейда.
- 13 января — Василий Вахрушев (43) — председатель СНК РСФСР (1939-1940), Герой Социалистического Труда.
- 13 января — Карлис Сталте (76) — учитель, церковный причетник, органист, поэт и публицист.
- 14 января — Вацлав Михневич — польский и литовский архитектор и инженер, представитель неоготики и других исторических стилей.
- 14 января — Сесил Мэдиган (57) — австралийский землепроходец и геолог.
- 16 января — Пётр Краснов (77) — русский генерал, атаман Всевеликого Войска Донского, военный и политический деятель, известный писатель и публицист; казнён (повешен) в Москве за сотрудничество с властями нацистской Германии во время Второй мировой войны.
- 16 января — Султан Клыч-Гирей — российский военачальник. Деятель Белого движения.
- 16 января — Андрей Шкуро — русский военачальник, кубанский казак, Деятель Белого движения
- 16 января — Александр Павлов (28) — Герой Советского Союза; погиб в автокатастрофе.
- 21 января — Розалия Землячка (70) — российский революционный, партийный и государственный деятель.
- 22 января — Фёдор Дан (75) — российский революционер и политический деятель.
- 22 января — Пауль Керн (54) — немецкий военный врач, генерал-майор медицинской службы.
- 25 января — Аль Капоне (48) — американский мафиози, глава одной из крупных чикагских банд.
- 26 января — Георгий Попов (27) — Герой Советского Союза.
- 29 января — Тимофей Киренков (39) — Герой Советского Союза.

## Февраль
- 3 февраля — Николай Папалекси (66) — физик, академик АН СССР.
- 5 февраля — Ганс Фаллада (53) — немецкий писатель, автор романов в духе критического реализма.
- 5 февраля — Пётр Емельянов (26) — майор Советской Армии, участник советско-финской войны, Герой Советского Союза.
- 10 февраля — Владимир Арцезо (48) — российский и советский военный деятель, коллаборационист во Второй мировой войне; расстрелян.
- 10 февраля — Ариёси Тюити (72) — японский политик.
- 12 февраля — Евдоким Могилёвчик (56) — советский военный деятель, Генерал-майор (1940 год).
- 19 февраля — Леопольд Блауэнштайнер (67) — австрийский художник.
- 22 февраля — Александр Аристархов (71) — российский революционер, большевик.

## Март
- 3 марта — Филарет Колесса (75) — украинский музыковед-фольклорист.
- 3 марта — Игорь Николаенков (26) — Герой Советского Союза.
- 5 марта — Бениамин Блюменфельд (62) — шахматист, шахматный теоретик, юрист.
- 10 марта — Андрей Севастьянов — комбриг.
- 11 марта — Василий Зверев (38) — Герой Советского Союза.
- 13 марта — Михаил Глухов (54) — советский военачальник, генерал-лейтенант.
- 17 марта — Александр Винавер (63) — российский юрист, правовед, специалист по римскому и гражданскому праву.
- 17 марта — Фёдор Сабельников — Герой Советского Союза.
- 21 марта — Яков Коровин — Герой Советского Союза.
- 26 марта — Степан Болотов (52) — деятель ВЧК — ОГПУ — НКВД, начальник Донецкого окружного отдела ГПУ (1927-1928), самоубийство.
- 28 марта — Иван Жегалкин (77) — российский и советский математик и логик.
- 28 марта — Виктор Стрельцов (27) — Герой Советского Союза.
- 30 марта — Дмитрий Скрынченко — русский богослов, публицист, историк, педагог.
- 31 марта — Ульяна Кравченко — украинская поэтесса, писательница немецкого происхождения.

## Апрель
- 1 апреля — Георг II (56), король Греции.
- 2 апреля — Павел Смирнов (64), российский историк.
- 6 апреля — Герберт Бакке (50), государственный деятель Третьего рейха.
- 7 апреля — Генри Форд (83), американский промышленник, владелец завода по производству автомобилей.
- 11 апреля — Дмитрий Пичугин (42), старший лейтенант Советской Армии, участник Великой Отечественной войны, Герой Советского Союза.
- 13 апреля — Аркадий Каманин (18),советский военный лётчик, самый молодой пилот Второй мировой войны.
- 14 апреля — Борис Оржих (82), народоволец, один из руководителей народовольцев юга России.
- 15 апреля — Фернан де Бринон (61), французский адвокат и журналист, коллаборационист.
- 16 апреля — Иван Бубчиков (62), начальник укладочного поезда строительства № 2. Герой Социалистического Труда.
- 16 апреля — Дов Грунер (34), член молодежной сионистской организации «Бейтар».
- 16 апреля — Николай Глобачев (78) генерал-майор русской армии, участник Русско-японской войны, Первой мировой войны и Белого движения.
- 16 апреля — Николай Коновалов (62), советский актёр, заслуженный артист РСФСР.
- 20 апреля — Кристиан X (76), король Дании c 1912 года и король Исландии в 1918—1944 годах.
- 23 апреля — Павел Докучалов (25),советский военный лётчик, участник Великой Отечественной войны, Герой Советского Союза.
- 27 апреля — Савва Божко (46),украинский советский писатель и журналист, редактор.
- 27 апреля — Валентин Тавлай (33) белорусский советский поэт, критик, публицист, переводчик, общественно-политический деятель, участник национально-освободительного движения в Западной Белоруссии.

## Май
- 2 мая — Мирон Кордуба (71) — украинский историк, публицист, библиограф.
- 2 мая — Пятрас Цвирка (38) — литовский писатель.
- 4 мая — Пров Садовский (72) — российский и советский актёр, театральный режиссёр, Народный артист СССР.
- 5 мая — Семен Маслюков (56) — известный артист цирка и эстрады, акробат-прыгун и клоун, один из выдающихся представителей украинского и российского цирка начала и середины XX века.
- 5 мая — Андрей Попов (36) — Герой Советского Союза.
- 8 мая — Александр Вагурин — подполковник, Герой Советского Союза; убит.
- 9 мая — Карп Готовский-Быховец — полковник Советской Армии.
- 10 мая — Владимир Зарубин (24) — Герой Советского Союза.
- 11 мая — Василий Кордюченко (47) — Герой Советского Союза.
- 16 мая — Александр Погодин (75) — российский историк и филолог-славист, доктор славянской филологии.
- 19 мая — Пётр Перцов (79) — русский поэт, прозаик, публицист, издатель, искусствовед, литературный критик и мемуарист.
- 21 мая — Виктор Щербаков (26) — Герой Советского Союза.
- 25 мая — Руперт Банни (82) — австралийский художник.
- 26 мая — Михаил Бузинов (47) — Герой Советского Союза.
- 28 мая — Эрих Васицки (36) — гауптштурмфюрер СС, аптекарь концлагеря Маутхаузен, военный преступник.
- 28 мая — Любовь Гаккебуш (58) — украинская советская актриса, народная артистка УССР.
- 29 мая — Франц Бёме (62) — австро-немецкий офицер, генерал горнострелковых войск, военный преступник; выбросился из окна.

## Июнь
- 1 июня — Михаил Антипов (23) — Герой Советского Союза.
- 2 июня — Степан Петриченко — старший писарь линкора «Петропавловск», глава ВРК Кронштадтского восстания.
- 9 июня — Георгий Иванов (39) — Герой Советского Союза.
- 11 июня — Сеид Джафар Пишевари — революционер, деятель азербайджанского национально-освободительного движения в Иране, член РСДРП, один из основателей Коммунистической партии Ирана, председатель Азербайджанской демократической партии, глава Азербайджанской Демократической республики.
- 12 июня — Николай Морозов (30) — Герой Советского Союза.
- 13 июня — Славко Кватерник (68) — хорватский военный и политический деятель, министр вооружённых сил Независимого государства Хорватия в 1941—1943 годах.
- 13 июня — Моше Ха-Меири (60) — израильский раввин, педагог, общественный деятель и деятель Мизрахи (движение).
- 17 июня — Дмитрий Плотников — Герой Советского Союза.
- 20 июня — Багси Сигел (41) — американский мафиози. (убит)
- 23 июня — Владимир Пичета (68) — советский белорусский историк.
- 26 июня — Мария Моравская (57), русская, польская и американская писательница: поэтесса, прозаик, переводчица и литературный критик.

## Июль
- 2 июля — Николай Чеботарёв (53) — советский математик, алгебраист.
- 9 июля — Люциан Желиговский (81) — польский военачальник и политический деятель.
- 12 июля — Степан Малхасянц (89) — академик Академии Наук Армянской ССР, выдающийся филолог, лингвист и лексикограф, автор трудов по классическому армянскому языку, автор Толкового словаря армянского языка, толкователь и переводчик произведений древнеармянских авторов на современный армянский язык.
- 17 июля — Рауль Валленберг (34) — шведский дипломат, Праведник народов мира (дата смерти предположительная).
- 19 июля — Ё Ун Хён (61) — корейский политический деятель.
- 19 июля — Александр Кудевита (46) — эстонский военный, майор.
- 20 июля — Альфред Бауэрман (73) — британский крикетист, чемпион летних Олимпийских игр 1900.
- 20 июля — Андрей Виноградов (41) — Герой Советского Союза.
- 21 июля — Георгий Балашов (33) — Герой Советского Союза.
- 24 июля — Василий Жилин (31) — Герой Советского Союза.
- 24 июля — Александр Седельников — участник Великой Отечественной войны, полный кавалер ордена Славы.
- 26 июля — Михаил Попов (21) — Герой Советского Союза.
- 27 июля — Михаил Бондаренко (33) — Герой Советского Союза.
- 30 июля — Джо́зеф Кук (86) — австралийский государственный деятель, премьер-министр Австралии (1913-1914).
- 30 июля — Фёдор Кричевский (68) — украинский живописец, первый ректор Украинской академии искусств, профессор Киевского художественного института.

## Август
- 4 августа — Родни Джипси Смит (87) — популярный британский проповедник-евангелист.
- 7 августа — Антон Деникин (74) — русский военачальник.
- 8 августа — Темир Масин (40) — Герой Советского Союза.
- 9 августа — Серафима Блонская (76) — российская художница, педагог.
- 14 августа — Иеремия Иоффе — советский музыковед и искусствовед.
- 18 августа — Василий Зайчиков (59) — советский актёр театра и кино.
- 18 августа — Лилиан Купер — уроженка Великобритании, практикующий врач в Квинсленде, Австралия. Она была первой женщиной-врачом, зарегистрированной в Квинсленде.
- 18 августа — Людвиг Кюблер (57) — немецкий военный деятель. Генерал горнострелковых войск. Повешен.
- 19 августа — Виктор Масич (30) — Герой Советского Союза.
- 21 августа — Этторе Бугатти (65) — французский конструктор и промышленник итальянского происхождения, основатель французской автомобилестроительной компании Бугатти.
- 21 августа — Константин Песков (25) — Герой Советского Союза.
- 22 августа — Пётр Агеев (33) — Герой Советского Союза.
- 23 августа — Татьяна Акопян (68) — армянская советская актриса, народная артистка Армянской ССР.

## Сентябрь
- 1 сентября — Ганс Кале (48) — советский разведчик.
- 1 сентября — Отомарс Ошкалнс — партизан Красной Армии. Герой Советского Союза.
- 11 сентября — Анатолий Бочвар (77) — советский металловед, основатель московской школы в металловедении.
- 12 сентября — Константин Воблый (71) — украинский и советский экономист, статистик, экономико-географ.
- 14 сентября — Сергей Елистратов (23) — лейтенант Советской Армии, участник Великой Отечественной войны, Герой Советского Союза.
- 18 сентября — Илья Якубов (28) — участник Великой Отечественной войны, Герой Советского Союза.
- 19 сентября — Василий Иванов — участник Великой Отечественной войны, Герой Советского Союза.
- 21 сентября — Василий Глаголев (51) — участник Великой Отечественной войны, Герой Советского Союза.
- 26 сентября — Хью Лофтинг (61) — английский детский писатель.
- 27 сентября — Сергей Кулжинский (66) — советский украинский агроном, доктор сельскохозяйственных наук; организатор и первый директор Носовской сельскохозяйственной опытной станции.
- 29 сентября — Михаил Соколов (62) — русский художник, живописец и график.
- 30 сентября — Филипп Соннов (35) — участник Великой Отечественной войны, Герой Советского Союза.

## Октябрь
- 1 октября — Иван Шабельников (30) — Герой Советского Союза.
- 2 октября — Пётр Успенский (69) — русский писатель, эзотерик и 2-й лидер движения «4-го пути».
- 4 октября — Макс Планк (89) — немецкий физик-теоретик, основоположник квантовой физики, лауреат Нобелевской премии по физике (1918).
- 4 октября — Муйдин Хасанов (29) — Герой Советского Союза.
- 8 октября — Владимир Воейков (79) — русский военачальник, приближенный Николая II.
- 9 октября — Николай Яворский (56) — кубинский балетмейстер русского происхождения.
- 10 октября — Аршак Фетваджян (81) — армянский художник, живописец и дизайнер.
- 15 октября — Анохи, З. — еврейский писатель.
- 16 октября — Ба́лис Сруо́га (51) — литовский писатель, критик, литературовед (род. в 1896).
- 17 октября — Владимир Чернов (26) — полный кавалер ордена славы.
- 18 октября — Пётр Кейранс(61) — российский, латвийский и советский шахматный композитор.
- 25 октября — Николай Ершов (55) — генерал-майор Советской Армии, участник Гражданской и Великой Отечественной войн.
- 27 октября — Фанни Луукконен (65) — глава финской женской военизированной организации Лотта Свярд.
- 28 октября — Джон Ричардс (72), американский футболист, тренер, педагог, общественный организатор .
- 30 октября — Юрий Клен — украинский поэт и переводчик.
- 30 октября — Николай Маллицкий (74) — известный советский учёный-географ, профессор САГУ.

## Ноябрь
- 1 ноября — Тилли Астон (73) — слепая австралийская писательница и педагог, основательница Викторианской ассоциаций писателей на шрифте Брайля и Ассоциации улучшения положения слепых.
- 11 ноября — Иван Захаров — старший лейтенант Советской Армии, участник Великой Отечественной войны, Герой Советского Союза.
- 12 ноября — Эмма Орци (82) — британская романистка венгерского происхождения.
- 13 ноября — Павел Емельяненко — советский учёный-металловед, специалист по трубному делу.
- 15 ноября — Симон Джанашиа (47) — грузинский историк и общественный благотворитель, один из учредителей и академик Академии наук Грузии (ГАН), доктор исторических наук, профессор.
- 15 ноября — Эдит Аллейн Синнотт — австралийская писательница.
- 17 ноября — Виктор Кибальчич (56) — русский революционер, деятель коммунистической партии и Коминтерна.
- 17 ноября — Лев Кобылинский (68) — поэт, переводчик, теоретик символизма, христианский философ, историк литературы.
- 20 ноября — Вольфганг Борхерт (26) — немецкий поэт и писатель, чья пьеса «Там, за дверью» явилась одним из важнейших литературных документов Германии XX века.
- 20 ноября — Илья Уткин (38) — участник Великой Отечественной войны, Герой Советского Союза.
- 26 ноября — Густав Яни (64) — венгерский военный деятель. Генерал-полковник. Расстрелян.

## Декабрь
- 1 декабря — Алистер Кроули (72) — британский мистик, один из наиболее известных оккультистов XIX—XX века, пророк Телемы, автор множества оккультных произведений (род. в 1875).
- 2 декабря — Алексий (Кабалюк) (70) — карпаторусский православный священнослужитель.
- 2 декабря — Станислав Лемпицкий — польский ученый, писатель, профессор, член-корреспондент Польской академии знаний.
- 9 декабря — Павел Казанцев (38) — советский политический деятель, 1-й секретарь Ненецкого окружного комитета ВКП(б) (1946-1947).
- 9 декабря — Павел Рачков (24) — Герой Советского Союза.
- 11 декабря — Гильфан Батаршин (33) — Герой Советского Союза.
- 11 декабря — Иван Чернопятко (33) — Герой Советского Союза.
- 12 декабря — Григорий Хомишин (80) — епископ Украинской грекокатолической церкви, мученик.
- 13 декабря — Николай Рерих (73) — русский художник, философ, учёный, писатель, путешественник, общественный деятель.
- 14 декабря — Стэнли Болдуин (80) — британский политик, член Консервативной партии Великобритании, 55-й, 57-й и 59-й премьер-министр Великобритании в 1923—1924, 1924—1929 и 1935—1937 годах.
- 14 декабря — Иван Владимиров (77) — российский, советский живописец и рисовальщик.
- 15 декабря — Артур Мейчен (84) — известный британский (Уэльс) писатель, работавший в жанре мистики.
- 16 декабря — Михаил Сахно (42) — советский военачальник, генерал-майор танковых войск.
- 17 декабря — Владимир Беляев — Герой Советского Союза.
- 17 декабря — Йоханнес Брёнстед (68) — автор протонной теории кислот и оснований (предложил одновременно и независимо от Томаса Лоури), развивал теорию кислотно-основного катализа.
- 18 декабря — Николай Сарнычев (26) — Полный кавалер ордена Славы.
- 19 декабря — Карл Йорн (74) — немецко-американский оперный певец.
- 23 декабря — Сергей Толстой (84) — один из первых композиторов и музыкальных этнографов России.
- 26 декабря — Юрий Слёзкин (62) — русский писатель.
- 26 декабря — Дмитрий Цензор (76) — русский поэт «Серебряного века».
- 28 декабря — Виктор Эммануил III (78) — третий король единой Италии нового времени (с 29 июля 1900).
- 30 декабря — Хан ван Меегерен (58) — голландский живописец, портретист, один из известнейших фальсификаторов XX века, прославившийся подделкой картин Вермеера Дельфтского и Питера де Хоха.